# 馬爾梅迪大屠殺
馬爾梅迪大屠殺是1944年12月17日，德军武装党卫队在比利时马尔梅迪附近的博涅十字路口犯下的战争罪行，发生于突出部之役（1944年12月16日－1945年1月25日）期间。在一场短暂的战斗后，派佩尔戰鬥群的士兵处决了八十四名投降的美军战俘。这些战俘被集中到一个农田里，武装党卫军士兵用机枪射杀了他们；许多未死的战俘仍被给予致命一擊，头部中弹死亡。少数人幸存下来。
除了在农田里处决的八十四名美军战俘，“馬爾梅迪大屠殺”一词还包括随后武装党卫军在比利时村庄和城镇对平民和战俘的屠杀；这些战时罪行成为1946年5月至7月的馬爾梅迪大屠殺審判的一部分，而该审判是1945年至1947年的達豪審判的一部分。

## 背景

### 政治背景
在二战后期，第三帝国违反日内瓦公约的战争罪行是一种心理战，旨在让盟军和美军士兵对德军和武装党卫军产生恐惧——因此希特勒下令在西方战线的战斗要与在苏联东方战线战斗时的残酷程度相同。

### 军事背景
第三帝国的阿登反攻战（突出部之役，1944年12月16日－1945年1月25日）的目标是由党卫军将军約瑟夫·迪特里希指挥的党卫军第六裝甲軍團，要在蒙绍和洛斯海默格拉本（跨黑伦塔尔和比林根两镇的村莊）之间的盟军防线突破，以便跨过默兹河，然后攻占安特卫普:5。
在阿登反攻战中，派佩尔戰鬥群是党卫军第六裝甲軍團左翼的装甲先锋队，由党卫军中校约阿希姆·派佩尔指挥。在武装党卫军步兵突破美军防线后，派佩尔要将其坦克和装甲车辆推进至利尼厄维尔，并通过斯塔沃洛、特鲁瓦蓬和韦尔博蒙，夺取靠近于伊的默兹河桥梁:260+。由于阿登反攻战的战略保留了最坚固的道路供党卫军装甲师“阿道夫·希特勒警卫旗队”第一装甲师使用，派佩尔戰鬥群的车队只能通过不适合虎II坦克等装甲车辆的次要道路。

## 德军向西推进

### 德军进攻

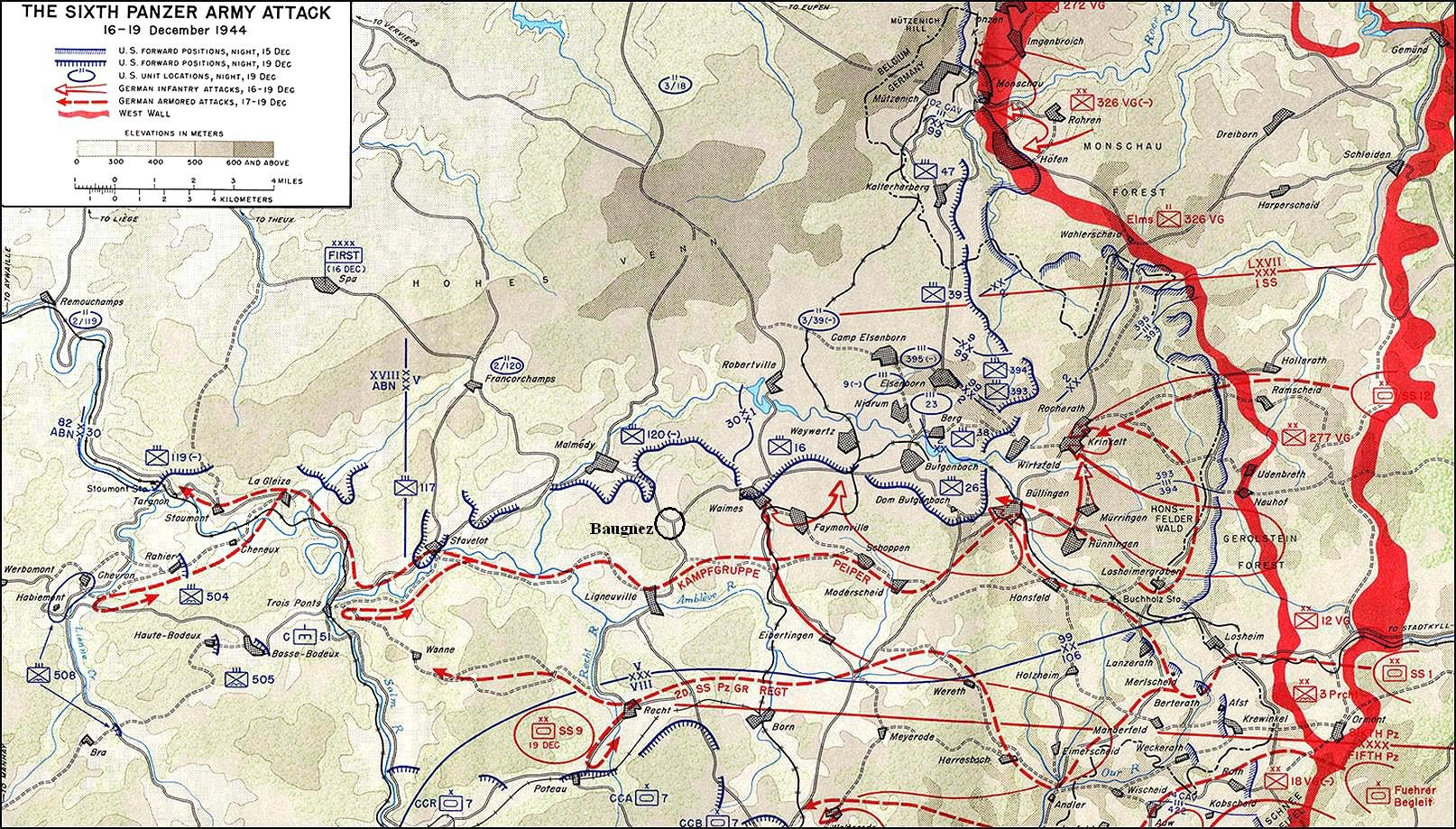
黨衛軍派佩尔戰鬥群路線：中心附近的黑色圓圈表示博涅十字路口，1944年12月17日，黨衛軍士兵在比利時馬爾梅迪的一場大屠殺中殺害了84名美國陸軍戰俘

1944年12月，在阿登反攻战中，德军的初始战略位置位于德比边境和齊格菲防線东部，靠近比利时洛斯海姆。为了向西推进，迪特里希将军计划党卫军第六装甲军团向西北推进，经过洛斯海默格拉本和布霍尔茨车站，驱车72英里（116），经过洪斯费尔德和比林根两个城镇以及特鲁瓦蓬的村庄，到达比利时国道N23，然后跨越默兹河:70。
派佩尔戰鬥群则要沿兰策拉特-洛斯海默格拉本道路前进，跟随占领国际公路西部村庄和城镇的武装党卫军步兵之后，攻占洛斯海默格拉本。然而，桥梁被毁阻止了派佩尔的战术计划；1944年早些时候，撤退的德军摧毁了洛斯海姆-洛斯海默格拉本铁路桥，使得派佩尔戰鬥群无法通过该路线到达洛斯海默格拉本。
此外，派佩尔的备选路线也被阻断，因为选择的铁路桥无法承受装甲车辆的重量。最终，德军工兵修复洛斯海姆-洛斯海默格拉本道路的速度缓慢，迫使派佩尔戰鬥群的车队绕道兰策拉特，前往布霍尔茨车站:34。

### 美军反攻
德军惊讶于阿登反攻战北线的美军强烈抵抗；在一天的大部分时间里，一个美军侦察排（18名步兵和4名炮兵观察员）在比利时兰策拉特抵挡了约500名武装党卫军伞兵的进攻，拖延了派佩尔戰鬥群的坦克和装甲车的推进:34。偵察排對村莊的防禦使派佩尔戰鬥群的坦克和裝甲車隊停滯了幾乎一整天，減緩了其向默茲河和安特衛普的前進；这一延迟给了美军时间来加强防御，抵御武装党卫军的预期攻击。
黄昏时分，美军侦察排因弹药不足而撤退，被德军第9伞兵团（第3伞兵师）包抄俘獲。在这场战斗中，武装党卫军伞兵杀死了一名炮兵观察员，打伤了另外14名美军士兵。俘獲美军侦察排后，伞兵小心翼翼地暂停进攻，认为有更多的美军步兵和坦克藏在树林中。出于谨慎，伞兵们在派佩尔戰鬥群的坦克午夜抵达兰策拉特之前，整整12个小时没有行动；然后他们搜查发现树林中没有美军士兵。

## 比林根大屠杀
1944年12月17日凌晨4:30，党卫军第一装甲师的车队离开兰策拉特，向西前往洪斯费尔德，大约落后于计划16小时。佔領洪斯费尔德後，派佩尔绕道奪取了比林根的一个小燃料库，武装党卫军步兵在那里处决了几十名美军战俘。然后，派佩尔继续向西推进，目标是默兹河，绕过了Mödersheid、Schoppen、Ondenval和Thirimont，占领了利尼厄维尔。地形和道路质量差使派佩尔戰鬥群的推进十分困难。在Thirimont出口处，装甲先锋队无法直接前往利尼厄维尔，于是派佩尔偏离了计划路线：装甲先锋队沒有向左轉向，而是转向右方，前往博涅十字路口，那里位于马尔梅迪、利尼厄维尔和韦姆之间。

## 博涅十字路口大屠杀

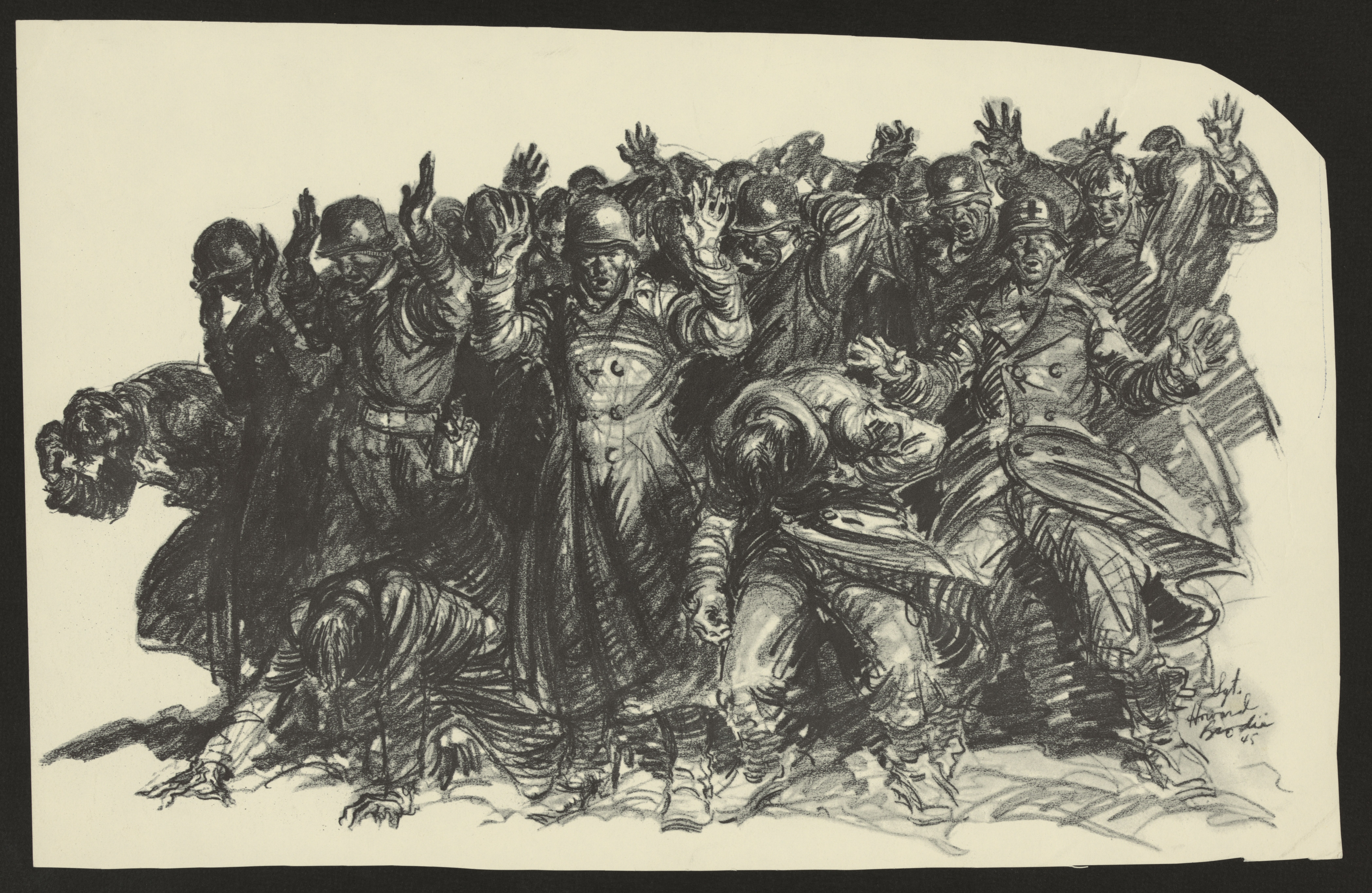
1945年，戰爭藝術家霍华德·布罗迪描繪了農田里大兵被屠殺的情景

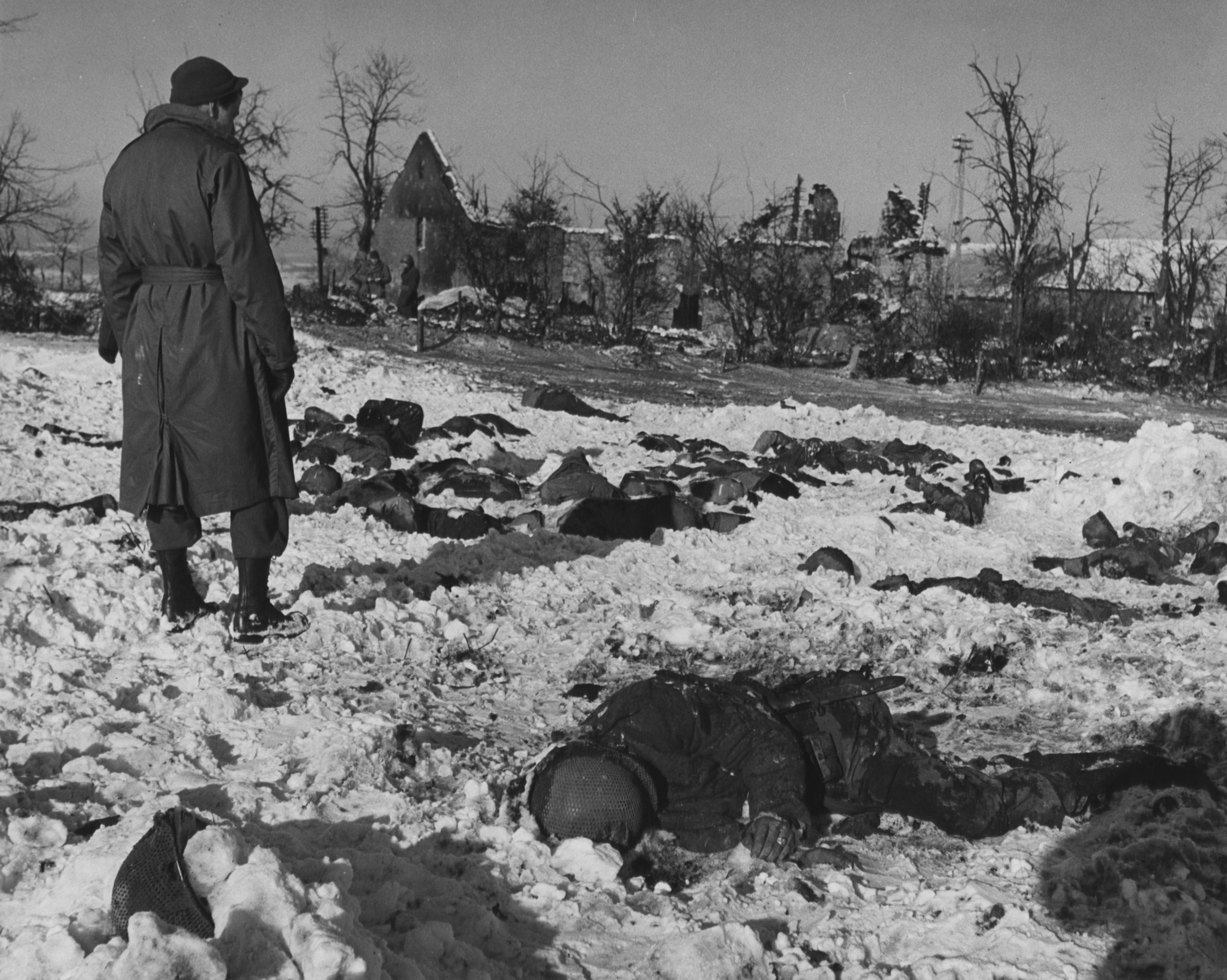
1945年1月，一名美國士兵檢視1944年12月17日被武裝黨衛隊草率處決的84名美國戰俘的部分屍體

1944年12月17日中午至下午1点之间，派佩尔戰鬥群接近博涅十字路口，距离马尔梅迪东南两英里。与此同时，美军第285野战炮兵观察营B连的30辆车队正通过十字路口，并右转前往利尼厄维尔和圣菲特，加入美军第7装甲师。德军首先看到了美军车队，并向车队开火，摧毁了头尾车辆，阻止了美军前进。人数和火力处于劣势的美军士兵向武装党卫军投降。
在与美军车队的短暂战斗后，派佩尔戰鬥群的坦克和装甲车辆继续向西推进，前往利尼厄维尔。在博涅十字路口，武装党卫军步兵将刚投降的美军战俘集中到一个农田里，并将他们与当天早些时候俘获的另一批美军战俘合并。马尔梅迪大屠杀的幸存者表示，大约120名美军战俘被集中在农田里，武装党卫军用机枪向他们射击。被机枪火力惊吓的战俘试图逃跑，但大多数战俘被当场射杀。一些士兵倒地装死。机枪扫射后，武装党卫军士兵在战俘尸体中穿行，寻找受伤的幸存者，并向头部开枪致命一擊。一些逃跑的战俘躲进博涅十字路口的一家咖啡馆，武装党卫军随后点燃咖啡馆，杀死了所有逃出燃烧建筑的美军战俘。

### 责任
关于哪位武装党卫军军官下令处决马尔梅迪的美军战俘存在争议。派佩尔已离开发生屠杀的博涅十字路口，第一装甲营指挥官维尔纳·珀奇克被认为最有可能负责。战后，珀奇克被多名相关人员和目击者指认为直接参与并下令在博涅十字路口执行美国战俘的军官。无论派佩尔是否亲自下达了实际命令，他在指挥责任上都负有直接责任，因为他创造了一个认为照顾战俘是一种负担的部队文化。

## 屠杀曝光
1944年12月17日下午，43名马尔梅迪大屠杀的幸存者从武装党卫军的隐藏处出来，到美军控制的马尔梅迪寻求帮助和医疗救助。大约下午2:30，第291戰鬥工兵營的巡逻队遇到了第一批屠杀幸存者。
第一軍團总监察长在屠杀发生约四小时后得知了马尔梅迪屠杀事件；到晚上，武装党卫军处决美军战俘的传闻已传遍欧洲的美军士兵。非正式命令开始传播，不要俘虏任何党卫军士兵。后来，美国第11装甲师的士兵在1945年1月1日的舍诺涅大屠杀中处决了80名德军战俘。

## 搜救和调查

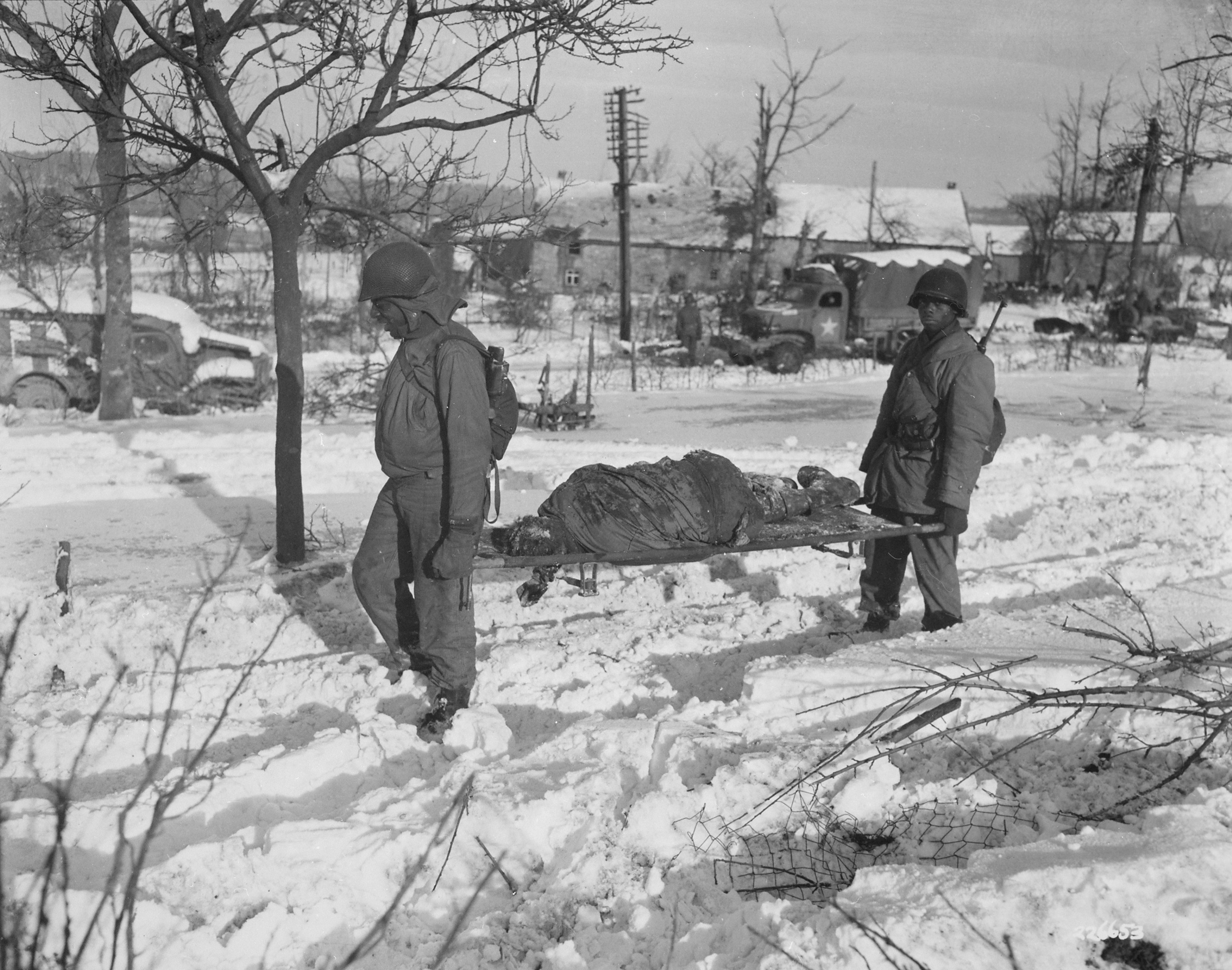
1945年1月14日，美军士兵从屠杀现场移走被害的84名美军战俘的尸体

在盟军反攻阿登反攻战之前，博涅十字路口位于纳粹控制区内，直到1945年1月13日；1月14日，美军到达了1944年12月17日德军处决84名美军战俘的屠杀现场。军事调查人员拍摄了战争罪罪行现场和被雪覆盖的尸体，然后将其移走进行驗屍和埋葬。
法医调查记录了枪伤情况，以便对杀害美军战俘的敌方军官和士兵进行战争罪行起诉。84具尸体中有20具尸体的头部有火药烧伤痕迹，表明头部遭受了致命一击伤口，这种伤口不是自卫造成的。20具尸体显示头部有小口径枪伤，但没有火药烧伤痕迹；其他战俘的尸体有一处头部伤口，要么在太阳穴，要么在耳后；10具尸体显示头部致命钝性创伤，由枪托击打造成头骨骨折。这些头部伤口只是除了机枪子弹伤以外的伤口。大多数战俘尸体集中在农田的一小块区域，表明德军将美军战俘集中起来射杀。

### 责任
1949年，美国参议院调查得出结论，在36天的突出部战役中，派佩尔戰鬥群的士兵杀害了538至749名美军战俘，其他调查则认为武装党卫军杀害的美军战俘较少，为300至375名美军士兵和111名平民。

## 战争罪行审判

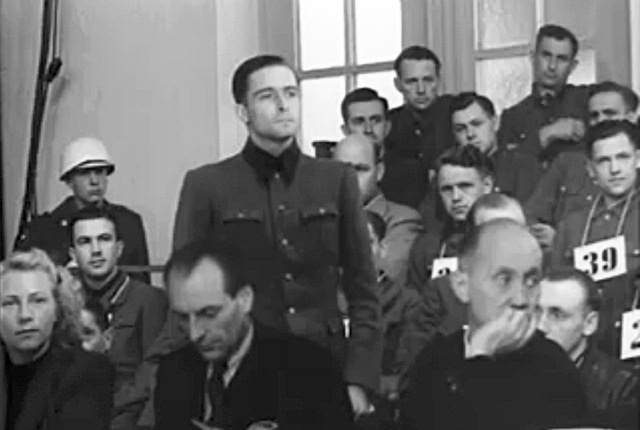
党卫军上校约阿希姆·派佩尔在馬爾梅迪大屠殺審判期间

1946年5月至7月的馬爾梅迪大屠殺審判确立了战地指挥官对武装党卫军处决美军战俘的指挥责任，特别是武装党卫军将军约瑟夫·迪特里希（第六装甲军团）、党卫军少校维尔纳·珀奇克（党卫军装甲师“阿道夫·希特勒警卫旗队”第一装甲师），以及派佩尔戰鬥群指挥官党卫军上校约阿希姆·派佩尔。
关于其军官和士兵行为的指挥责任，迪特里希表示他接到了希特勒的上级命令，不得寬恕，不俘虏战俘，不得對比利時平民表現出憐憫。
德军和武装党卫军士兵和军官的战争罪行案件在被佔領德國废弃的达豪集中营的達豪審判中进行，审判时间从1945年到1947年。达豪审判判处了43个死刑（包括派佩尔和迪特里希）、22个终身监禁和8个短期监禁。然而，没有任何一个死刑得以执行，派佩尔和迪特里希分别在1956年和1955年获释。